# Tropidurus hispidus
Espèce
Synonymes
- Agama hispida Spix, 1825
- Agama nigrocollaris Spix, 1825
- Agama cyclurus Spix, 1825
- Taraguira smithii Gray, 1845
- Proctotretus toelsneri Berthold, 1859
- Trachycyclus superciliaris Günther, 1861
- Tropidurus macrolepis Reinhardt & Lütken, 1861

Tropidurus hispidus est une espèce de sauriens de la famille des Tropiduridae.

## Répartition
Cette espèce se rencontre :
- au Brésil dans les États de Bahia, du Pará, d'Amazonas, du Ceará et du Sergipe ;
- en Guyane ;
- au Guyana ;
- au Suriname ;
- au Venezuela, île Margarita comprise.

Sa présence est incertaine en Uruguay et au Paraguay.

## Publication originale
- Spix, 1825 : Animalia nova sive species nova lacertarum quas in itinere per Brasiliam annis MDCCCXVII-MDCCCXX jussu et auspicius Maximiliani Josephi I Bavariae Regis suscepto collegit et descripsit Dr. J. B. de Spix, p. 1-26 (texte intégral).